# Aartsbisdom Foggia-Bovino
Het aartsbisdom Foggia-Bovino (Latijn: Archidioecesis Fodiana-Bovinensis; Italiaans: Arcidiocesi di Foggia-Bovino) is een in Italië gelegen rooms-katholiek aartsbisdom met zetel in de stad Foggia. De aartsbisschop van Foggia-Bovino is metropoliet van de kerkprovincie Foggia-Bovino waartoe ook de volgende suffragane bisdommen behoren:
- Aartsbisdom Manfredonia-Vieste-San Giovanni Rotondo
- Bisdom Cerignola-Ascoli Satriano
- Bisdom Lucera-Troia
- Bisdom San Severo

## Geschiedenis
Het bisdom Foggia werd op 25 juni 1855 opgericht door paus Pius IX. Het gebied behoorde daarvoor toe aan het Bisdom Troia. Het werd onder direct gezag van de Heilige Stoel geplaatst. Op 29 september 1933 werd het bisdom door de Congregatie voor de Bisschoppen met het decreet Iam pridem onder gezag van het aartsbisdom Benevento geplaatst. Paus Johannes Paulus II verhief Foggia op 30 april 1979 tot aartsbisdom met de apostolische constitutie Sacrorum Antistites.
Op 30 september 1986 werd door de Congregatie voor de Bisschoppen met het decreet Instantibus votis het bisdom Bovino toegevoegd.
Het bisdom Bovino werd opgericht in de 5e eeuw. Voordat het werd samengevoegd met het aartsbisdom Foggia was het suffragaan aan het aartsbisdom Benevento. Het bestond het uit 10 parochiën en besloeg het 396 km².

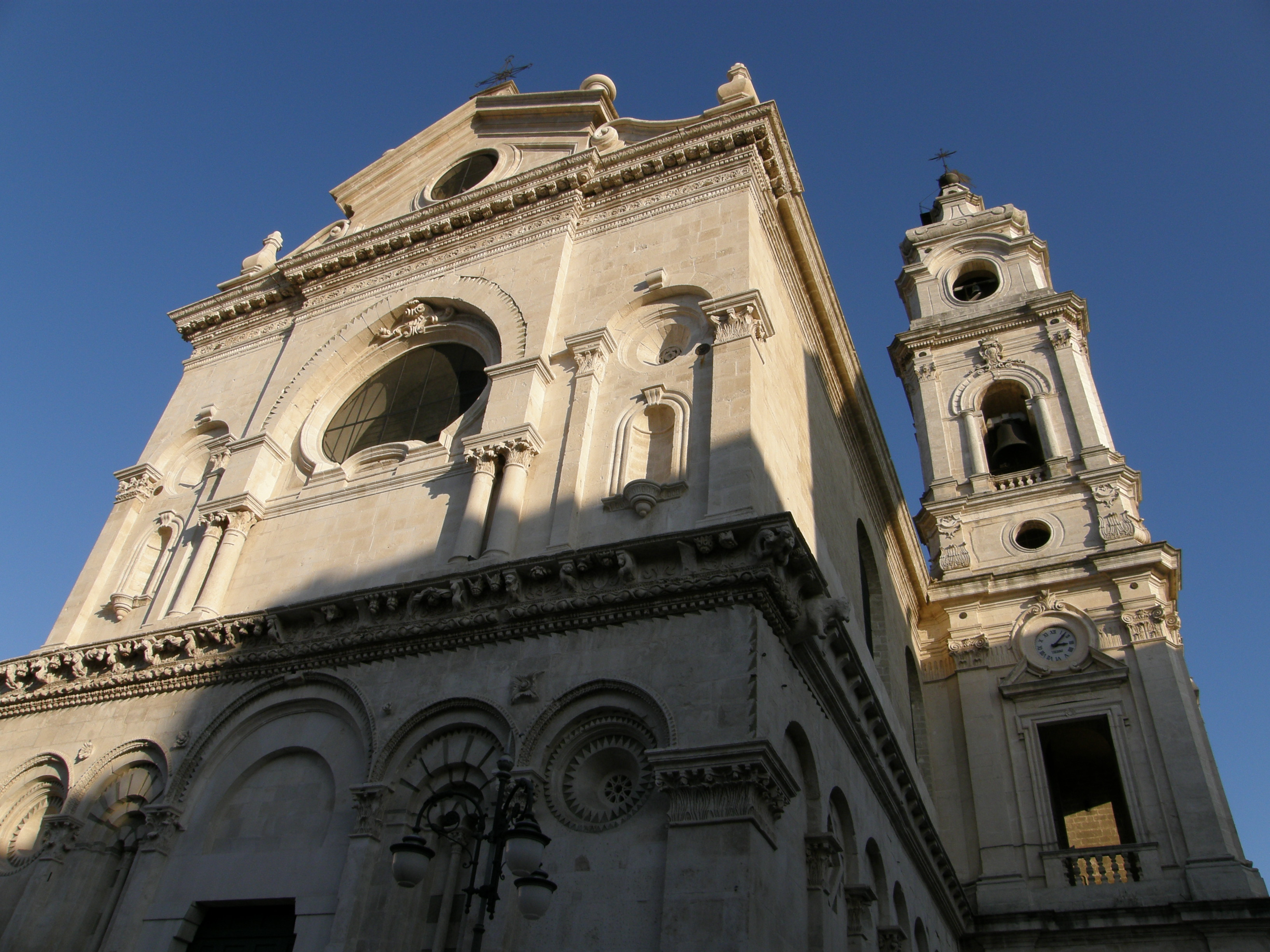
Kathedraal van Foggia
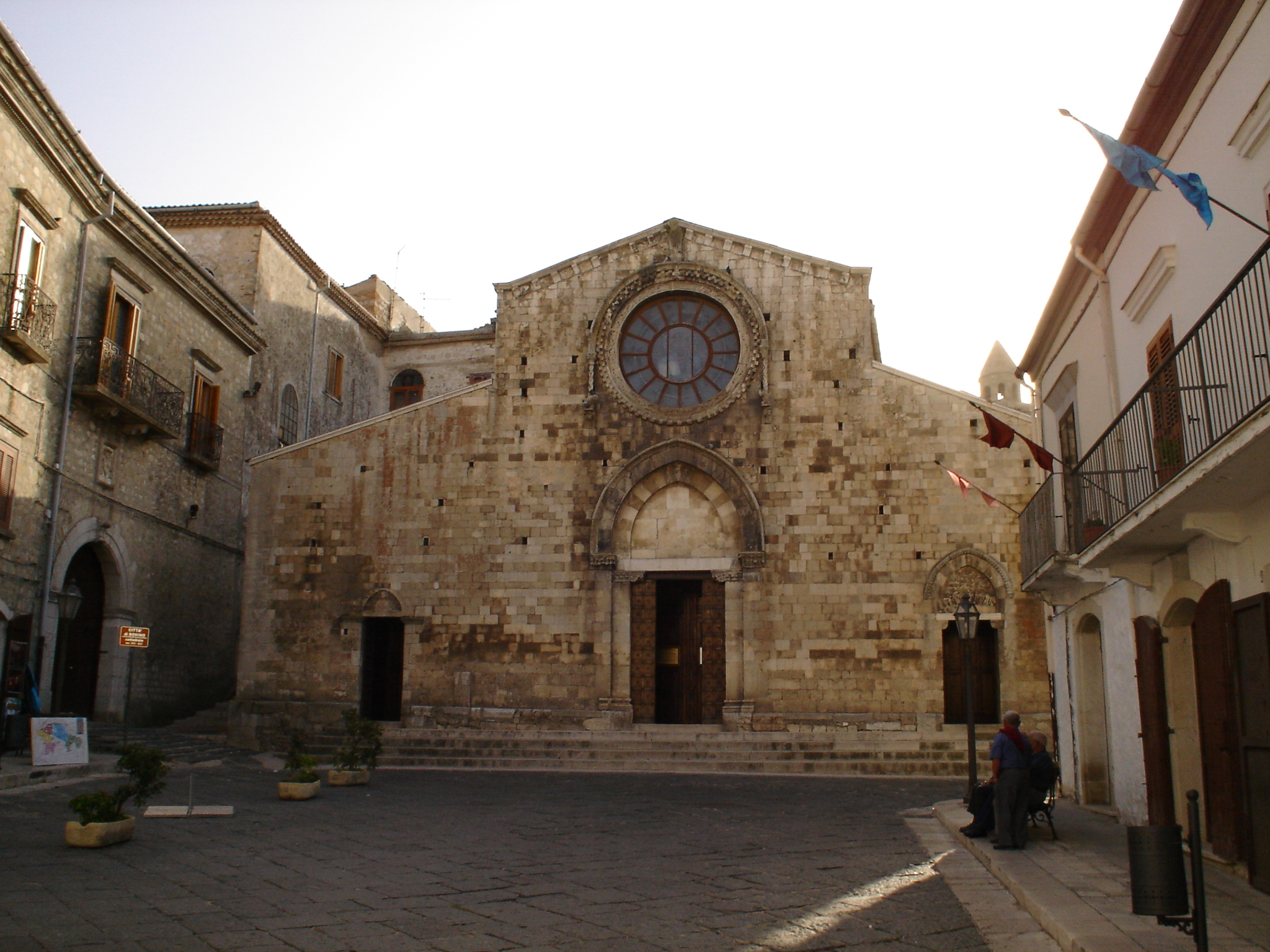
Cokathedraal van Bovino

## Aartsbisschoppen van Foggia-Bovino
- 1986–1987: Salvatore De Giorgi (vervolgens aartsbisschop van Tarente)
- 1988–1999: Giuseppe Casale
- 1999–2003: Domenico Umberto D'Ambrosio (vervolgens aartsbisschop van Manfredonia-Vieste-San Giovanni Rotondo)
- 2003–2014: Francesco Pio Tamburrino OSB
- 2014–heden: Vincenzo Pelvi